# Хван Хён Джун
Хван Хён Джун (кор. 황현준; род. 21 марта 1997, Коян, Кёнгидо) — южнокорейский кёрлингист и тренер по кёрлингу.
В составе мужской сборной Республики Корея участник зимней Универсиады 2019.

## Достижения
- Тихоокеанско-азиатский чемпионат по кёрлингу: бронза (2018).
- Чемпионат Республики Корея по кёрлингу среди мужчин: серебро (2020).
- Чемпионат Республики Корея по кёрлингу среди смешанных пар: серебро (2016).

## Команды
| Сезон                       | Четвёртый     | Третий        | Второй       | Первый        | Запасной                        | Турниры            |
| --------------------------- | ------------- | ------------- | ------------ | ------------- | ------------------------------- | ------------------ |
| 2017—18                     | Хван Хён Джун | Чон Бён Джин  | Ли Дон Хён   | Choi Dawun    | Lee Jaebeom тренер: Ли Джэ Хо   | ЧМЮ 2018 (9 место) |
| 2018—19                     | Ким Су Хёк    | Чон Бён Джин  | Ли Джон Джэ  | Ли Дон Хён    | Хван Хён Джун тренер: Ли Джэ Хо | ТАЧ 2018           |
| 2018—19                     | Ли Джон Джэ   | Хван Хён Джун | Чон Бён Джин | Ли Дон Хён    | тренер: Ли Джэ Хо               | ЗУ 2019 (7 место)  |
| 2018—19                     | Ким Су Хёк    | Ли Джон Джэ   | Чон Бён Джин | Хван Хён Джун | Ли Дон Хён тренер: Ли Джэ Хо    | ЧМ 2019 (13 место) |
| 2019—20                     | Ким Су Хёк    | Ли Джон Джэ   | Чон Бён Джин | Хван Хён Джун | Ли Дон Хён                      | ЧРКМ 2020          |
| Кёрлинг среди смешанных пар |               |               |              |               |                                 |                    |
| 2016—17                     | Jeong Yu-jin  | Хван Хён Джун |              |               |                                 | ЧРКСП 2016         |

(скипы выделены полужирным шрифтом)

## Результаты как тренера национальных сборных
| Год  | Турнир                          | Команда                        | Место |
| ---- | ------------------------------- | ------------------------------ | ----- |
| 2018 | Зимние Паралимпийские игры 2018 | Республика Корея (на колясках) | 4     |

## Частная жизнь
Начал заниматься кёрлингом в 2004 году, в возрасте 8 лет.
Не женат. Проживает в городе Кёнгидо.